# Калник (Караш-Северин)
Калник (рум. Câlnic) насеље је у Румунији у жупанији Караш-Северин у граду Решица. Oпштина се налази на надморској висини од 208 m.

## Прошлост
По "Румунској енциклопедији" место Калник се први пут помиње 1597. године. Године 1717. било је у месту 28 кућа, 1746. године село је бројало 169 домова, раштрканих око цркве брвнаре. Када је 1788. године током аустријско-турског рата наишао цар Јосиф II коначио јеSIRUTA код месног пароха Поповића.
Аустријски царски ревизор Ерлер је 1774. године констатовао да место "Келник" припада Карашовском округу, Вршачког дистрикта. Становништво је било претежно влашко.

## Становништво
Према подацима из 2002. године у насељу је живело 1635 становника.

### Попис2002.
| Расподела становништва по националности 2002.‍ | Расподела становништва по националности 2002.‍ | Расподела становништва по националности 2002.‍ | Расподела становништва по националности 2002.‍ | Расподела становништва по националности 2002.‍ |
| --------------------------------------------- | --------------------------------------------- | --------------------------------------------- | --------------------------------------------- | --------------------------------------------- |
|                                               |                                               |                                               |                                               |                                               |
| Румуни                                        | Румуни                                        |                                               | 1.380                                         | 84,7%                                         |
| Мађари                                        | Мађари                                        |                                               | 27                                            | 1,7%                                          |
| Роми                                          | Роми                                          |                                               | 199                                           | 12,2%                                         |
| Немци                                         | Немци                                         |                                               | 15                                            | 0,9%                                          |
| Хрвати                                        | Хрвати                                        |                                               | 8                                             | 0,5%                                          |